# Stazione di Potsdam Pirschheide
La stazione di Potsdam Pirschheide è una piccola stazione ferroviaria posta alla periferia meridionale della città tedesca di Potsdam.
Costituì la stazione principale della città dal 1958 al 1993, durante il periodo della divisione della Germania.

## Storia
Con la divisione della Germania dopo la seconda guerra mondiale, il governo della Repubblica Democratica Tedesca decise di deviare il traffico ferroviario convergente su Berlino sul nuovo anello ferroviario esterno (Außenring), in modo tale da evitare l'attraversamento dei settori occidentali.
Il nuovo percorso evitava però il transito dalla stazione di Potsdam, toccando tuttavia la periferia meridionale della città. Pertanto nel 1958 venne attivata una nuova stazione ferroviaria, battezzata Potsdam Süd, e posta nel punto in cui l'anello ferroviario sovrappassa la Umgehungsbahn. La stazione aveva una struttura a torre, con quattro binari al piano superiore (Außenring) e due al piano inferiore (Umgehungsbahn), collegati da rampe di scale. Per il collegamento con il centro cittadino, venne realizzata una nuova linea tranviaria.
Il fabbricato viaggiatori fu costruito dal 1957 al 1959 su progetto di Wolfgang Dreßler e Walter Mempel. Esso è posto sotto tutela monumentale (Denkmalschutz).
Nell'ottobre 1960 la stazione prese il nome di Potsdam Hauptbahnhof, a sottolinearne il ruolo preminente.
Con la riunificazione tedesca (1990) e il conseguente ripristino degli itinerari originari, la stazione, ribattezzata nel 1993 con il nome attuale, perse rapidamente importanza. Dal 1999 il piano superiore è interessato dal solo traffico merci e chiuso al pubblico, mentre quello inferiore è interessato solo da un modesto traffico locale. Il Fabbricato Viaggiatori è chiuso e la struttura versa in stato di grave degrado.

## Movimento
La stazione è servita dalla linea regionale RB 23.

## Interscambi
- Fermata tram (Bhf. Pirschheide, linee 91 e 98)[4]
- Fermata autobus